# Willa Heinricha Dietza w Bydgoszczy
Willa Heinricha Dietza w Bydgoszczy – zabytkowa willa w Bydgoszczy, zwana też Willa Flora.  

## Położenie
Budynek stoi we wschodniej pierzei ul. Gdańskiej, między a ul. Śniadeckich, a ul. Słowackiego. 

## Historia
Willę wzniesiono w latach 1897–1898 prawdopodobnie według projektu berlińskiego architekta Heinricha Seelinga. Właściciel willi był członkiem rady miejskiej i posłem do sejmu pruskiego. Budynek do 1937 r. pozostawał w rękach jego spadkobierców. W czasie okupacji hitlerowskiej w latach 1940–1945 był siedzibą miejskiego dowództwa SS. Po 1945 r. przekazano go Rozgłośni Polskiego Radia Pomorza i Kujaw.
W 1995 r. budynek został odnowiony, za co Rozgłośnia Polskiego Radia PIK otrzymała nagrodę I stopnia w konkursie organizowanym przez Generalnego Konserwatora Zabytków dla najlepszego użytkownika obiektu zabytkowego.

## Architektura
Willę wzniesiono w stylu eklektycznym z elementami neogotyckimi i neorenesansowymi. Być może jego styl jest również zainspirowany angielskimi wpływami architektury malowniczej. 
Obiekt założony został na nieregularnym rzucie, z częścią główną zbliżoną do prostokąta. 
Bryła budynku jest mocno rozczłonkowana, urozmaicona ryzalitami, balkonami i loggiami. 
Ponad elewację frontową (zachodnią) przestaje trójkondygnacyjny ryzalit z balkonem, ulokowany na osi i przykryty dwuspadowym dachem naczółkowym. Drugi ryzalit umieszczony na skraju budynku, mieści loggię krytą dachem pulpitowym. Murowane balustrady dekorowane są stylizowaną formą trójliścia.
Do dekoracji elewacji użyto również elementów spływów wolutowych oraz sterczyn w kształcie obelisku.
Nazwę Willa Flora zawdzięcza nieistniejącej obecnie polichromii zdobiącej loggię.
Wnętrze budynku zdobi malowany fryz - ptaki i kwiaty. Zachowały się także okazałe stolarki i boazerie, jak również strop ze złoconymi dekoracjami, wykonanymi w technice papier-màché. Od wschodniej strony do obiektu przylega niewielki ogród z oryginalną XIX-wieczną fontanną ozdobioną polichromowaną rzeźbą czapli (wg żurawia.

## Galeria

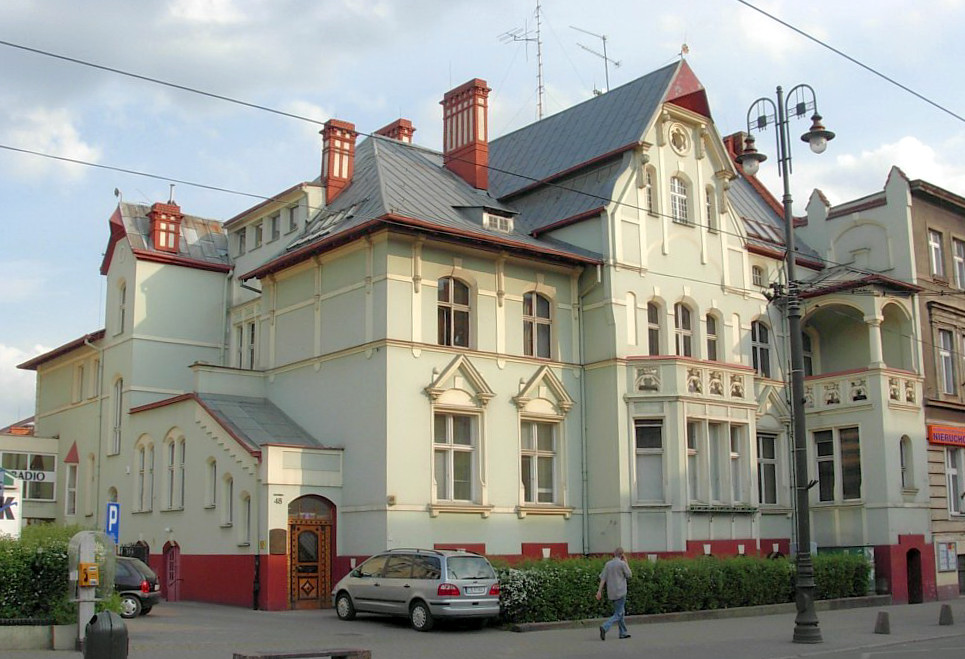
Willa przed zmianą kolorystyki elewacji